# Mykoła Awiłow
Mykoła Wiktorowycz Awiłow (ukr. Микола Вікторович Авілов; ros. Николай Викторович Авилов; ur. 6 sierpnia 1948 w Odessie) – ukraiński lekkoatleta dziesięcioboista, startujący w barwach Związku  Radzieckiego, mistrz olimpijski z Monachium z 1972.
Podczas nauki w szkole podstawowej w Odessie został zauważony przez poszukiwacza talentów sportowych i przeniesiony do szkoły sportowej, w której trenował najpierw skok wzwyż, a potem dziesięciobój. W 1968 zdobył brązowy medal mistrzostw ZSRR w dziesięcioboju i wyjechał na igrzyska olimpijskie w Meksyku, gdzie zajął 4. miejsce.
Zajął 4. miejsce na mistrzostwach Europy w 1969 w Atenach. Zwyciężył na uniwersjadzie w 1970 w Turynie. Nie ukończył dziesięcioboju na mistrzostwach Europy w 1971 w Helsinkach. W 1972 po raz pierwszy został mistrzem ZSRR w tej konkurencji.
Na igrzyskach olimpijskich w 1972 w Monachium zdobył złoty medal ustanawiając jednocześnie rekord świata wynikiem 8454 punktów (według obecnej punktacji byłoby to 8466 pkt). Wyprzedził swego rodaka Łeonida Łytwynenko i Polaka Ryszarda Katusa. Zdobył srebrny  medal na uniwersjadzie w 1973 w Moskwie, przegrywając z Polakiem Ryszardem Skowronkiem.
Zdobywał mistrzostwo ZSRR w 1975 i 1976. Na igrzyskach olimpijskich w 1976 w Montrealu nie obronił tytułu mistrzowskiego, ale został brązowym medalistą za Amerykaninem Bruce’em Jennerem i Niemcem Guido Kratschmerem. 
W 1972 otrzymał tytuł Zasłużonego Mistrza Sportu ZSRR Został odznaczony Orderem Czerwonego Sztandaru Pracy i Medalem „Za pracowniczą dzielność”.
Jego żoną jest Walentina Kozyr – także lekkoatletka, medalistka olimpijska w skoku wzwyż (1968).